# Alnängarna

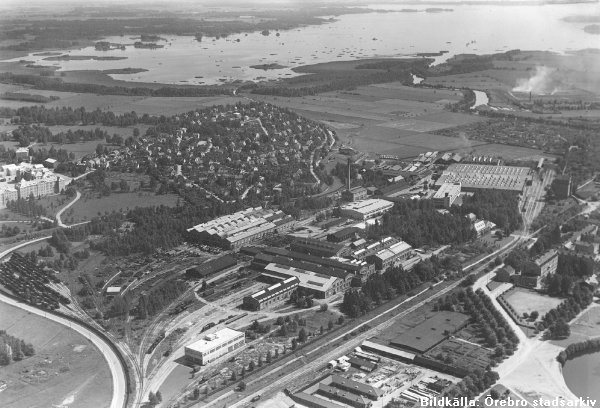
Från vänster till höger: regementet I3, Rynninge, SJ:a Centrala verkstäder, dåvarande länslasarettet. Bakom CV ses den obebyggda delen av Alnängarna, och längst bort Hjälmaren.

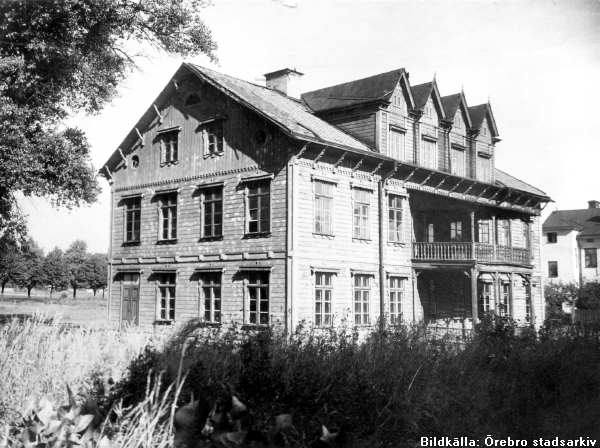
Grillska gården, "Kråkslottet", belägen vid Olaigatan 39-43. År 1932.

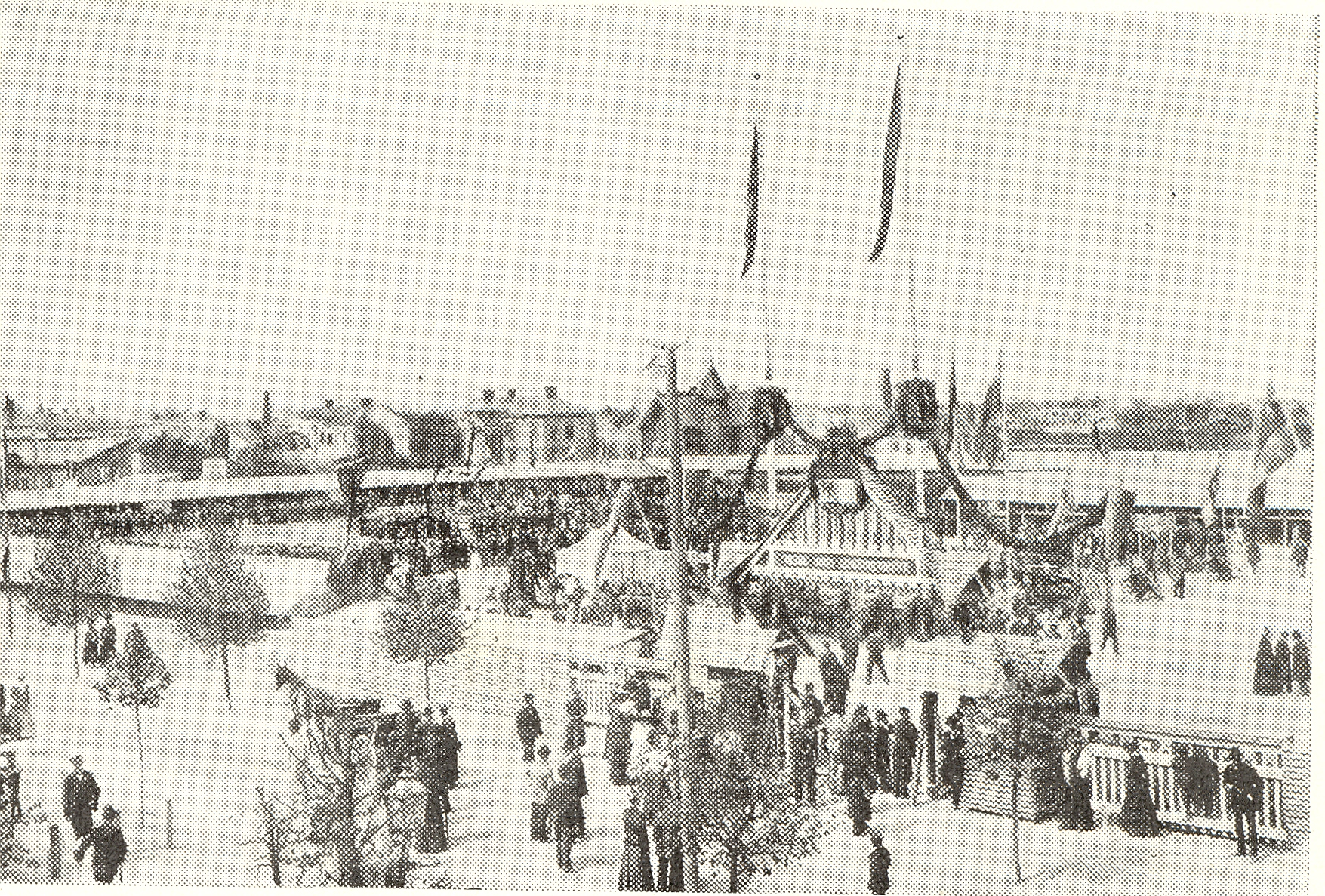
Örebroutställningen 1899. Bild från Alnängarna.

Alnängarna är ett område i östra Örebro. Förr tillhörde området Längbro landskommun, men 1896 inkorporerades de södra delarna, och 1937 de norra delarna i Örebro stad, nuvarande Örebro kommun.
Alnängarna begränsas av Svartån, Lillån, Alnängsgatan och Hjälmaren. Både Universitetssjukhuset och SJ:s centrala verkstäder ligger på Alnängarna.

## Alna gård
Alnängarna har fått sitt namn av stormansgården Ana eller Alna, som låg söder om Svartån, men som hade stora markområden även norr om ån. Gården nämndes första gången i ett brev av jarlen Birger Brosa omkring år 1170. I detta brev tilldelades nunnorna i Riseberga kloster hälften av Alnas fiskefångst. 1284 ägdes Alna av riddaren Rörik Algotsson. Egendomen testamenterades år 1322 i sin helhet till Riseberga kloster. År 1552 anges Alna, för sista gången, som ödegård. Egendomen hade då indragits till Kronan i och med reformationen. Själva gården antas ha legat i nuvarande Stadsparkens östra del. Den låg därmed inom Ånsta socken. Gården Alna (Alna quærn 1379) kan ha fått sitt namn av ett ånamn Alna. Det kan ha varit Svartåns nedre lopp som har hetat så. Namnet är då bildat till roten al (växande, växtlighet).

## Arrendegården Alnängen
År 1776-88 förlades en artillerikommendering på området. Den bestod av en underofficer och tolv man. Ett kruthus byggdes på östra delen av norra Alnängen. Detta kruthus utgör idag nedre delen av vattentornet inom CV-området.
Vid 1800-talets uppstod arrendegården Alnängen, bestående av 230 tunnland jord. Ett corps-de-logi uppfördes under senare delen av 1850-talet av kapten Mats A. Grill, beläget vid Olaigatan 39-43. Det kallades Grillska gården, men kom att bli känt som Kråkslottet av örebroarna.

## Alnängarna
Alnängen skrevs Alnahagen år 1562, och under sitt nuvarande namn 1695. Det kom i Örebro stads besittning genom en inkorporeringar från Längbro landskommun. En första inkorporering ägde rum 1875, varid Södra Alnängarna, omfattande området söder om Grev Rosengatan, inklusive Choisie, tillfördes Örebro. En andra inkorporering ägde rum 1896, då området norr om Grev Rosengatan gick till Örebro.
Alnängarna var centrum för två stora utställningar och lantbruksmöten i Örebro på slutet av 1800-talet - Örebroutställningen 1883 och Örebroutställningen 1899.
Inom Alnängarna ligger Rynningevikens naturreservat med Naturens Hus. Örebro kommun har här anlagt gång- och cykelvägar och byggt broar i området, samt anlagt den konstgjorda badsjön Alnängsbadet. En del av området präglades tidigare av en oljehamn, men det området ingår idag i Vattenparken, som är en del av naturreservatet. Ett konsstråk, Lilla Å-promenaden, går genom norra delen området.
På motsatt sida av Svartån ligger fågelreservatet Oset.

## Alnängarnas koloniområde
Koloniområdet grundades år 1911 på mark som tillhörde SJ:s Centrala Verkstäder (CV). Troligen var detta område avsett för framtida expansion. Anställda hos SJ fick här disponera kolonilotter. Idag har området 300 medlemmar, och området är inte längre begränsat för SJ-anställda.

## Alnängsbadet
Alnängsbadet är en badanläggning som ligger på Alnängsområdet, strax invid Svartån. En damm, 8000 m² till ytan, och med ett maximalt djup på 3,5 m, anlades 1999. Vattnet består av grundvatten och källvatten från två djupborrade brunnar. C:a 4000 liter vatten omsätts varje timme.

## Alnängarnas idrottsplats
Alnängarnas idrottsplats låg tidigare på den mark mellan Alnängsgatan och Faktorigatan där idag Universitetssjukhusets stora parkeringsplats ligger. Idrottsplatsen försvann på 1980-talet då sjukhuset behövde mer mark för parkering.

### Fotnoter
1. ↑  Karin Calissendorff/Anna Larsson "Ortnamn i Närke" 1998, s. 85

### Webbkällor
- Alnängsbadet, Örebro kommun
- Alnängarnas koloniområde